# Винсент (филм из 1982)
Винсент је амерички стоп-моушн кратки хорор филм из 1982. који је написао, дизајнирао и режирао Тим Бертон, а продуцирао Рик Хајнричес. То је други Дизнијев хорор филм, први је The Watcher in the Woods. У трајању од отприлике шест минута, тренутно нема појединачног издања филма осим неколико лажних издања. Може се наћи на ДВД-овима из 2008. Специјално издање и колекционарско издање филма Ноћна мора пре Божића као бонус и на Cinema16 ДВД-у Амерички кратки филмови.
Филм приповеда глумац Винсент Прајс, доживотни идол и инспирација за Бертона. Из ове везе, Прајс би се наставио појављивати у Бертоновом Едварду Маказоруком. Винсент Прајс је касније рекао да је Винсент био „најзадовољнија ствар која се икада догодила. Била је то бесмртност — боља од звезде на Холивудском булевару“.

## Плот
Винсент је поетска прича о седмогодишњем дечаку, Винсенту Малоју, који се претвара да је као глумац Винсент Прајс (који приповеда филм). Он ради експерименте на свом псу Аберкромбију како би створио ужасног пса зомбија. Опседнут је причама Едгара Алана Поа, а његова одвојеност од стварности када их чита доводи до његових заблуда да је он у ствари измучени уметник и луди научник, лишен жене коју воли, одражавајући одређене делове Поовог Гаврана. Филм се завршава тако што се Винсент осећа ужаснуто што га муче дешавања у његовом измишљеном свету, цитирајући Гаврана док слабашно пада на под, верујући да је мртав.

## Производња и издавање
Док је радио као концептуални уметник у Волт Дизни анимејшон студиоз, Тим Бертон је пронашао два савезника у Дизнијевом извршном директору Џули Хиксон и шефу креативног развоја Тому Вилхајту. Њих двојица су били импресионирани Бертоновим јединственим талентима и, иако нису „материјал за Дизни”, сматрали су да заслужује поштовање. Као такав, 1982. године, Вилхајт је дао Бертону 60.000 долара за производњу адаптације песме коју је Бертон написао под називом Винсент. Бертон је првобитно планирао да песма буде књига кратких прича за децу, али је мислио другачије.
Заједно са колегом Дизнијевим аниматором Риком Хајнрихсом, стоп-моушн аниматором Стивеном Чиодом и сниматељем Виктором Абдаловим, Бертон је два месеца радио на пројекту и осмислио шестоминутни кратки филм. Снимљен у потпуно црно-белом стилу у стилу немачких експресионистичких филмова из 1920-их, Винсент замишља себе у низу ситуација инспирисаних филмовима Винсента Прајса/Едгара Алана Поа који су тако утицали на Бертона као детета, укључујући експериментишући на свом псу - тема која ће се касније појавити у Франкенвинију - и поздрављајући своју тетку кући док истовремено призива њену слику умочену у врући восак. Винсент Малој, главни лик у филму, упадљиво подсећа на самог Тима Бертона.
Филм је испричао Бертонов идол из детињства, Винсент Прајс, и означио је почетак њиховог пријатељства које је трајало до Прајсове смрти 1993. Бертон приписује то искуство као једно од најформативнијих искустава у свом животу.
Филм је био приказан две недеље у једном биоскопу у Лос Анђелесу са тинејџерском драмом Тек. Пре него што је послат у Дизнијеве трезоре, добио је неколико критичара када је играо на филмским фестивалима у Лондону, Чикагу и Сијетлу, освојивши две награде у Чикагу и награду Критике на The Annecy International Animation Film Festival у Француској.

## Камео
Рани облик лика Џека Скелингтона из Ноћне море пре Божића може се видети у горњем левом углу екрана од 1:18-1:25, као и испред отеловљења његове покојне супруге од 4:45 -4:47. Џек се такође појавио у Битлђус Тима Бертона и стоп-моушн анимираном филму Џејмс и џиновска бресква. Прва два камеа били су године пре продукције Ноћне море, иако се Бертон поигравао оригиналном идејом приче док је још био аниматор у Дизнију.
Лик принц Винс, из анимираног цртаног филма Битлђус који ће премијерно бити приказан седам година касније, назван је по Винсенту Малоју и веома подсећа на њега, како изгледом тако и манирима.